# Bentley (Hampshire)
Pour les articles homonymes, voir Bentley.
Bentley est un village et une paroisse civile du Hampshire, en Angleterre. Il est situé dans le nord-est du comté, à environ 8 km au sud-ouest de la ville de Farnham. Administrativement, il dépend du district du East Hampshire. Au recensement de 2011, il comptait 1 116 habitants.